# Castianeira flavipatellata
Castianeira flavipatellata är en spindelart som beskrevs av Yin et al. 1996. Castianeira flavipatellata ingår i släktet Castianeira och familjen flinkspindlar. Inga underarter finns listade.